# Гриньков (Ивано-Франковская область)
Гриньков (укр. Гриньків) — село в Перегинской поселковой общине Калушского района Ивано-Франковской области Украины.
Население по переписи 2001 года составляло 462 человека. Занимает площадь 47,319 км². Почтовый индекс — 77672. Телефонный код — 03474.